# Ferdi Taygan
Ferdi Taygan, né le 5 décembre 1956 à Worcester, est un ancien joueur de tennis professionnel américain, spécialiste du double.
Il a remporté 19 titres en double.

## Parcours dans les tournois duGrand Chelem

### En simple
| Année | Open d'Australie | Open d'Australie | Internationaux de France | Internationaux de France | Wimbledon       | Wimbledon    | US Open         | US Open       | Open d'Australie | Open d'Australie |
| ----- | ---------------- | ---------------- | ------------------------ | ------------------------ | --------------- | ------------ | --------------- | ------------- | ---------------- | ---------------- |
| 1974  | —                | —                | —                        | —                        | —               | —            | 1er tour (1/64) | G. Vilas      | n.o.             | n.o.             |
| 1975  | —                | —                | —                        | —                        | —               | —            | —               | —             | n.o.             | n.o.             |
| 1976  | —                | —                | —                        | —                        | 1er tour (1/64) | A. Ashe      | 1er tour (1/64) | J. Velasco    | n.o.             | n.o.             |
| 1977  | —                | —                | —                        | —                        | —               | —            | —               | —             | —                | —                |
| 1978  | n.o.             | n.o.             | —                        | —                        | —               | —            | 1er tour (1/64) | V. Pecci      | —                | —                |
| 1979  | n.o.             | n.o.             | 1er tour (1/64)          | E. Teltscher             | 1er tour (1/64) | P. Portes    | 2e tour (1/32)  | V. Gerulaitis | —                | —                |
| 1980  | n.o.             | n.o.             | 1/8 de finale            | V. Gerulaitis            | 1er tour (1/64) | R. Van't Hof | 1er tour (1/64) | S. Stewart    | 2e tour (1/16)   | V. Amaya         |
| 1981  | n.o.             | n.o.             | 1er tour (1/64)          | T. Giammalva             | 2e tour (1/32)  | R. Gehring   | 1er tour (1/64) | A. Panatta    | —                | —                |
| 1982  | n.o.             | n.o.             | —                        | —                        | —               | —            | —               | —             | 1er tour (1/64)  | T. Wilkison      |

N.B. : à droite du résultat se trouve le nom de l'ultime adversaire.

### En double
| Année | Open d'Australie | Open d'Australie | Internationaux de France   | Internationaux de France | Wimbledon                | Wimbledon                   | US Open                   | US Open                | Open d'Australie         | Open d'Australie           |
| ----- | ---------------- | ---------------- | -------------------------- | ------------------------ | ------------------------ | --------------------------- | ------------------------- | ---------------------- | ------------------------ | -------------------------- |
| 1974  | —                | —                | —                          | —                        | —                        | —                           | 1/8 de finale B. Manson   | P. Cornejo J. Fillol   | n.o.                     | n.o.                       |
| 1975  | —                | —                | —                          | —                        | —                        | —                           | 1er tour (1/32) B. Manson | Fassbender Pohmann     | n.o.                     | n.o.                       |
| 1976  | —                | —                | —                          | —                        | —                        | —                           | 1/8 de finale P. Fleming  | B. Bertram B. Mitton   | n.o.                     | n.o.                       |
| 1977  | —                | —                | —                          | —                        | —                        | —                           | —                         | —                      | —                        | —                          |
| 1978  | n.o.             | n.o.             | —                          | —                        | —                        | —                           | 1er tour (1/32) S. Menon  | D. Joubert J. Eagleton | —                        | —                          |
| 1979  | n.o.             | n.o.             | 2e tour (1/16) B. Maze     | Günthardt B. Hewitt      | 1er tour (1/32) B. Maze  | Edmondson J. Marks          | —                         | —                      | —                        | —                          |
| 1980  | n.o.             | n.o.             | 1/8 de finale B. Martin    | W. Fibak I. Lendl        | 1/8 de finale B. Teacher | K. Curren S. Denton         | —                         | —                      | 1er tour (1/16) Buehning | B. Martin R. Simpson       |
| 1981  | n.o.             | n.o.             | 1er tour (1/32) Edmondson  | Franulović F. González   | 1/4 de finale Buehning   | P. McNamara P. McNamee      | 1/2 finale Buehning       | Günthardt P. McNamara  | —                        | —                          |
| 1982  | n.o.             | n.o.             | Victoire S. Stewart        | Gildemeister B. Prajoux  | 1/2 finale S. Stewart    | P. McNamara P. McNamee      | 2e tour (1/16) S. Stewart | C. Strode M. Strode    | 1/2 finale P. Rennert    | J. Alexander J. Fitzgerald |
| 1983  | n.o.             | n.o.             | 1er tour (1/32) P. Fleming | D. Graham L. Warder      | 1/8 de finale S. Mayer   | Ti. Gullikson To. Gullikson | 1/8 de finale S. Mayer    | D. Dowlen N. Odizor    | —                        | —                          |
| 1984  | n.o.             | n.o.             | 1er tour (1/32) P. Fleming | C. Cox M. Fancutt        | 1/2 finale S. Mayer      | P. Fleming J. McEnroe       | 1er tour (1/32) Buehning  | J. Lloyd D. Stockton   | —                        | —                          |

N.B. : le nom du ou de la partenaire se trouve sous le résultat ; le nom des ultimes adversaires se trouve à droite.

## Participation aux Masters

### En double
| Année | Ville    | Surface         | Partenaire       | Résultats | Résultat final |
| ----- | -------- | --------------- | ---------------- | --------- | -------------- |
| 1982  | New York | Moquette indoor | Sherwood Stewart | 1v, 1d    | Finaliste      |